# Leonija Wuss-Mundeciema
Leonija Wuss-Mundeciema (* 2. August 1939 als Leonija Mundeciema in Riga, Lettland) ist eine lettisch-deutsche Filmregisseurin.

## Leben und Werk
Leonija Mundeciema wurde rund einen Monat vor Beginn des Zweiten Weltkriegs in Riga als Tochter einer Polin geboren. Nach der Schulzeit studierte sie lettische Philologie und arbeitete anschließend in einer Internatsschule für Schwerhörige. Danach ging sie nach Akademgorodok, leitete dort für ein Jahr die Filmabteilung und gründete einen Filmklub. Ihrem filmischen Interesse folgend, begann sie ein Studium an der Moskauer Filmhochschule WGIK. 1971 legte sie ihren Diplomfilm Zapiski 32. Goda (deutsch: Notizen aus dem Jahre 1932) vor. Während des Studiums lernte sie ihren späteren Ehemann, den Filmwissenschaftler Peter Wuss, kennen. Sie ging mit ihm in die DDR, um dort als Filmemacherin zu arbeiten.
Der Start im neuen Land war für Leonija Wuss-Mundeciema nicht leicht. Viele Filmschaffende standen ihr ablehnend gegenüber. Der Regisseur Andrew Thorndike soll ihr gesagt haben: „Rennen Sie sich nicht tot, hier werden Sie keine Filme machen können.“ Mit Die besondere Farbe von Leningrad – Begegnungen mit Künstlern und Schriftstellern der einst belagerten Stadt realisierte Wuss-Mundeciema 1974 einen ersten Dokumentarfilm für das DDR-Fernsehen und interviewte dafür u. a. Olga Bergholz.
1979 durfte Wuss-Mundeciema einen mittellangen Spielfilm bei der DEFA drehen. Der Film trug den Titel Plankton oder das Wunder der Anpassung und handelte von einem Nachwuchswissenschaftler (gespielt von Klaus Brasch), der nach dem Studium in der Sowjetunion in die DDR zurückkehrt und sich gemeinsam mit seiner polnischen Freundin an einem DDR-Institut gegen arrogantes Verhalten und Einöde zur Wehr setzt. Der Film durfte mit nur einer Kopie in den DDR-Kinos laufen. Die Regisseurin erinnert sich an zumindest eine Filmvorführung in Schwerin. Heute sind von Plankton oder das Wunder der Anpassung keine Filmmaterialien überliefert. Einen weiteren Spielfilm verwirklichte Wuss-Mundeciema nicht mehr.
In den Folgejahren drehte Wuss-Mundeciema u. a. kurze Sujets für die DEFA Kinobox. Beim Projekt Singend bin ich geboren wurde sie während der Dreharbeiten ohne Angabe von Gründen suspendiert. Auch aufgrund der Fürsprache ihres Kameramannes Hans-Eberhard Leupold durfte sie ein Projekt über die 108-jährige Emma Wagner, die zu dieser Zeit älteste Bürgerin der DDR, zu einem eigenständigen Kurz-Dokumentarfilm ausbauen.
Die Wendejahre wurden zur produktivsten Zeit der Regisseurin. In mehreren Filmen setzte sie sich mit Leben und Schicksalen von Russlanddeutschen auseinander. Ihr Film Wer sind wir? Deutsche in Sibieren 1990 feierte 1991 in der Sektion Forum der Berlinale Premiere.
Für die Regisseurin gestaltete es sich in den frühen 1990er-Jahren schwierig, Fördergelder für ihre Filmideen zu bekommen. Ihr letztes Filmprojekt Die Vettern von Wahlstatt finanzierte sie zum Teil selbst. Letztlich blieb der Film ungesendet.
Leonija Wuss-Mundeciema lebt in Berlin.

## Filmografie (Auswahl)
- 1971: Zapiski 32. Goda (deutsch: Notizen aus dem Jahre 1932; WGIK-Diplomfilm)
- 1974: Die besondere Farbe von Leningrad – Begegnungen mit Künstlern und Schriftstellern der einst belagerten Stadt (TV-Dokumentarfilm)
- 1979: Plankton oder das Wunder der Anpassung (verschollen)
- 1985: Singend bin ich geboren (suspendiert)
- 1986: Die Älteste – Vermächtnis einer 108-jährigen (Kurzfilm)
- 1987: Weil ich nicht singen kann, male ich (Kurzfilm)
- 1990: Wer sind wir? Deutsche in Sibieren 1990
- 1991: Wer kennt heute noch die Prussen?
- 1991: Engel in Leningrad – Wo ist dein Kreuz geblieben?
- 1992: Rückkehr vom Polarkreis
- 1993: Hanseatin unterwegs – Weihnachtskrippen aus aller Welt (Kurzfilm)
- 1994: Die Vettern von Wahlstatt (nicht aufgeführt)